# Quevedo (Sänger)

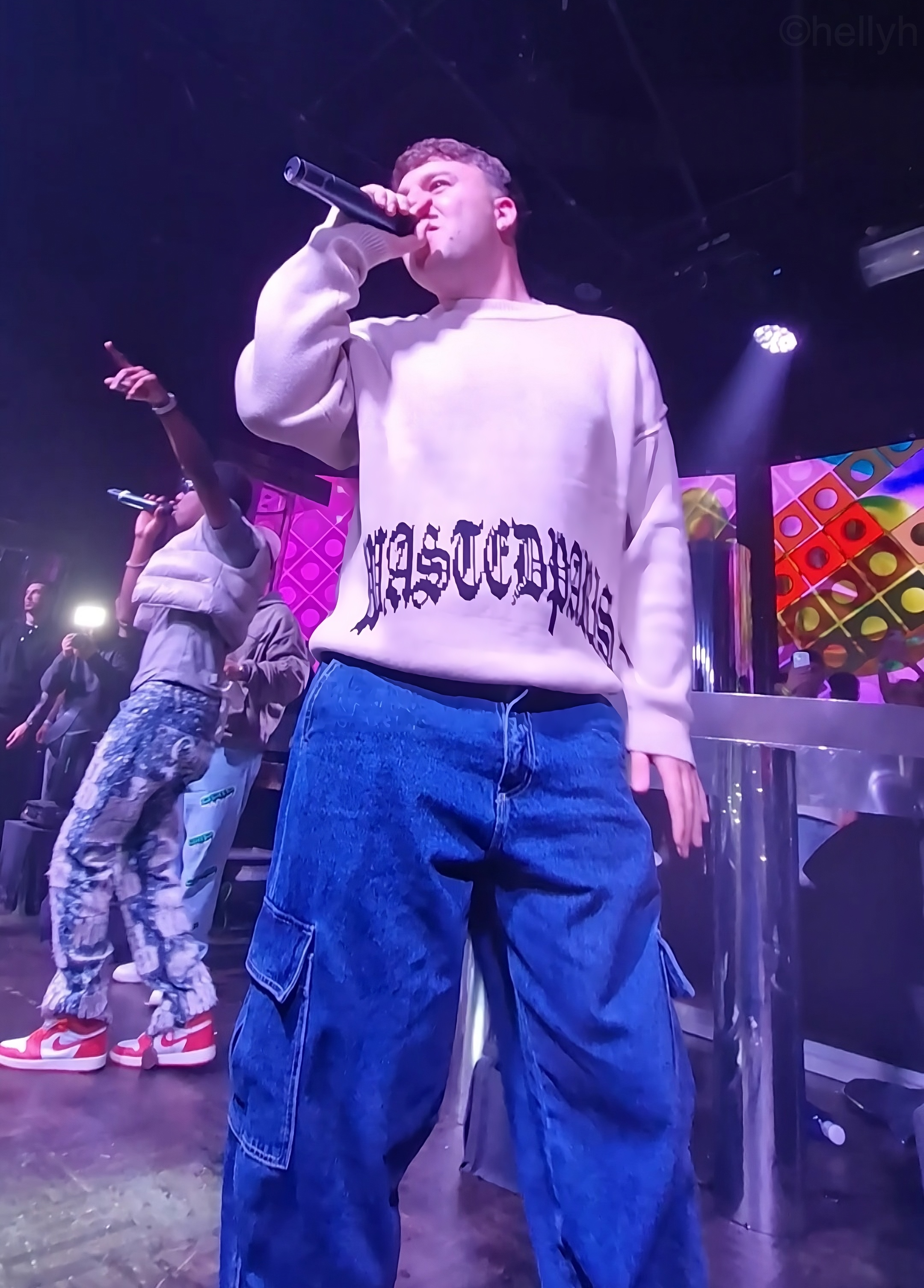
Quevedo (2023)

Quevedo (* 7. Dezember 2001 in Madrid, Spanien; bürgerlich Pedro Luis Domínguez Quevedo) ist ein spanischer Rapper und Sänger, der seit 2020 auf nationaler Ebene Erfolg feiert und seinen internationalen Durchbruch 2022 mit dem Lied Bzrp Music Sessions, Vol. 52 hatte.

## Leben
Quevedo wurde am 7. Dezember 2001 in Madrid geboren, lebte aber den Großteil seiner ersten fünf Lebensjahre in Brasilien, wo er bereits früh Kontakt mit Hip-Hop und Latin Pop in Berührung kam.
Anschließend kehrte die Familie nach Spanien zurück und ließ sich in Las Palmas de Gran Canaria nieder. Dort besuchte er das Colegio San Antonio María Claret.
Im Alter von 14 Jahren begann er mit damaligen Freunden Freestyle-Rap-Battles zu veranstalten.
Nach dem Abitur begann er ein Studium der Betriebswirtschaftslehre, brach dieses jedoch ab, um sich vollständig seiner Musikkarriere zu widmen.

## Karriere
Im Jahr 2022 erzielte Quevedo seinen landesweiten Durchbruch mit dem Remix „Cayó la noche“, einer Zusammenarbeit mit anderen kanarischen Künstlern wie Cruz Cafuné, Bejo und La Pantera. Das Lied erreichte die Spitze der spanischen Spotify-Charts und machte ihn zu einem festen Bestandteil der nationalen Musikszene. Es folgten erfolgreiche Kollaborationen mit internationalen Künstlern wie dem Argentinier Rei („Fernet“) und dem britischen Sänger Ed Sheeran („2Step“).
Besonders große Aufmerksamkeit erlangte Quevedo im Juli 2022 durch seine Zusammenarbeit mit dem argentinischen Produzenten Bizarrap: Die Bzrp Music Sessions, Vol. 52 – auch bekannt unter dem viralen Titel „Quédate“ – erreichte in weniger als 24 Stunden über zehn Millionen Aufrufe auf YouTube und kletterte weltweit an die Spitze der Spotify-Charts. Zusätzlich erreichte er auch Platz 1 der von Billboard veröffentlichten Billboard Global 200, sowie die Billboard Hot 100.
Am 20. Januar 2023 veröffentlichte er sein erstes Studioalbum Donde quiero estar, das sowohl musikalisch als auch thematisch stark von seinen kanarischen Wurzeln geprägt ist. Das Album erreichte Platz 1 in den spanischen Charts und enthält Gastbeiträge von Künstlern wie Myke Towers, Omar Montes und Cruz Cafuné.
Anfang 2024 kündigte Quevedo nach der introspektiven Single „La última“ eine kreative Pause an, in der er sich vom öffentlichen Rampenlicht zurückzog. Im Oktober desselben Jahres kehrte er mit dem Song „Duro“ zurück, der sofort die Spitze der spanischen Singlecharts erreichte. Kurz darauf erschien sein zweites Studioalbum Buenas noches, das alle zwölf Songs gleichzeitig in den Top 12 der spanischen Spotify-Charts platzierte.

## Diskografie

### Studioalben
| Jahr | Titel Musiklabel                           | Höchstplatzierung, Gesamtwochen, AuszeichnungChartplatzierungen (Jahr, Titel, Musiklabel, Platzierungen, Wochen, Auszeichnungen, Anmerkungen) | Höchstplatzierung, Gesamtwochen, AuszeichnungChartplatzierungen (Jahr, Titel, Musiklabel, Platzierungen, Wochen, Auszeichnungen, Anmerkungen) | Höchstplatzierung, Gesamtwochen, AuszeichnungChartplatzierungen (Jahr, Titel, Musiklabel, Platzierungen, Wochen, Auszeichnungen, Anmerkungen) | Höchstplatzierung, Gesamtwochen, AuszeichnungChartplatzierungen (Jahr, Titel, Musiklabel, Platzierungen, Wochen, Auszeichnungen, Anmerkungen) | Anmerkungen                             |
| Jahr | Titel Musiklabel                           | ES | CH | US | Latin | Anmerkungen                             |
| ---- | ------------------------------------------ | --- | --- | --- | --- | --------------------------------------- |
| 2023 | Donde quiero estar Taste The Floor Records | ES1 ×5Fünffachplatin · (… Wo.)ES | CH35 (2 Wo.)CH | — | Latin12 (13 Wo.)Latin | Erstveröffentlichung: 20. Januar 2023   |
| 2024 | Buenas noches Taste The Floor Records      | ES1 ×2Doppelplatin · (… Wo.)ES | CH30 (1 Wo.)CH | — | Latin29 (… Wo.)Latin | Erstveröffentlichung: 22. November 2024 |

### Singles
| Jahr | Titel Album                            | Höchstplatzierung, Gesamtwochen, AuszeichnungChartplatzierungen (Jahr, Titel, Album, Platzierungen, Wochen, Auszeichnungen, Anmerkungen) | Höchstplatzierung, Gesamtwochen, AuszeichnungChartplatzierungen (Jahr, Titel, Album, Platzierungen, Wochen, Auszeichnungen, Anmerkungen) | Höchstplatzierung, Gesamtwochen, AuszeichnungChartplatzierungen (Jahr, Titel, Album, Platzierungen, Wochen, Auszeichnungen, Anmerkungen) | Höchstplatzierung, Gesamtwochen, AuszeichnungChartplatzierungen (Jahr, Titel, Album, Platzierungen, Wochen, Auszeichnungen, Anmerkungen) | Anmerkungen                                                                                        |
| Jahr | Titel Album                            | ES | CH | US | Latin | Anmerkungen                                                                                        |
| --- | -------------------------------------- | --- | --- | --- | --- | -------------------------------------------------------------------------------------------------- |
| 2020 | No Me Digas Nada –                     | ES13 ×2Doppelplatin · (18 Wo.)ES | — | — | — | Erstveröffentlichung: 9. November 2020                                                             |
| 2021 | Universitaria –                        | ES81 Platin · (5 Wo.)ES | — | — | — | Erstveröffentlichung: 15. Mai 2021                                                                 |
| 2021 | Piel de Cordero –                      | ES6 ×4Vierfachplatin · (37 Wo.)ES | — | — | — | Erstveröffentlichung: 7. August 2021 mit La Pantera                                                |
| 2021 | Ahora y Siempre –                      | ES9 ×4Vierfachplatin · (37 Wo.)ES | — | — | — | Erstveröffentlichung: 11. Dezember 2021 mit Linton                                                 |
| 2022 | Cayó la noche (Remix) –                | ES1 ×6Sechsfachplatin · (50 Wo.)ES | — | — | — | Erstveröffentlichung: 15. Januar 2022 mit La Pantera feat. Cruz Cafuné, Abhir Hathi, Bejo & El Ima |
| 2022 | Respuesta Cero –                       | ES24 Platin · (6 Wo.)ES | — | — | — | Erstveröffentlichung: 5. Februar 2022                                                              |
| 2022 | Nonstop –                              | ES25 Gold · (3 Wo.)ES | — | — | — | Erstveröffentlichung: 4. März 2022                                                                 |
| 2022 | Chamaquita –                           | ES26 Platin · (14 Wo.)ES | — | — | — | Erstveröffentlichung: 14. April 2022 mit Juseph                                                    |
| 2022 | Yatekomo –                             | ES46 Platin · (10 Wo.)ES | — | — | — | Erstveröffentlichung: 13. Mai 2022 mit Juseph                                                      |
| 2022 | Fernet –                               | ES96 Platin · (1 Wo.)ES | — | — | — | Erstveröffentlichung: 1. Juni 2022 mit Rei                                                         |
| 2022 | Bzrp Music Sessions, Vol. 52 –         | ES1 ×1717-fach-Platin · (109 Wo.)ES | CH15 (67 Wo.)CH | US79 (10 Wo.)US | Latin12 ×5Diamant + Fünffachplatin · (26 Wo.)Latin                                                                                       | Erstveröffentlichung: 6. Juli 2022 mit Bizarrap                                                    |
| 2022 | Sin Señal Donde quiero estar           | ES4 ×7Siebenfachplatin · (60 Wo.)ES | — | — | — | Erstveröffentlichung: 22. Juli 2022 mit Ovy on the Drums                                           |
| 2022 | Vista al Mar Donde quiero estar        | ES2 ×7Siebenfachplatin · (58 Wo.)ES | — | — | — | Erstveröffentlichung: 9. September 2022                                                            |
| 2022 | Punto G Donde quiero estar             | ES2 ×7Siebenfachplatin · (65 Wo.)ES | — | — | — | Erstveröffentlichung: 4. November 2022                                                             |
| 2022 | Lacone –                               | ES13 ×2Doppelplatin · (15 Wo.)ES | — | — | — | Erstveröffentlichung: 25. November 2022 mit Polima Westcoast & Mora                                |
| 2022 | Playa del Inglés Donde quiero estar    | ES1 ×8Achtfachplatin · (70 Wo.)ES | — | — | — | Erstveröffentlichung: 15. Dezember 2022 feat. Myke Towers                                          |
| 2023 | Quevedo #49 – After Hour The Mixtape – | ES54 Gold · (4 Wo.)ES | — | — | — | Erstveröffentlichung: 31. Mai 2023 mit DJ Saot ST & Bluefire                                       |
| 2023 | Polaris (Remix) –                      | ES1 ×6Sechsfachplatin · (55 Wo.)ES | — | — | — | Erstveröffentlichung: 8. Juni 2023 mit Saiko, Feid & Mora                                          |
| 2023 | Columbia –                             | ES1 ×11Elffachplatin · (… Wo.)ES | — | — | Latin33 (13 Wo.)Latin | Erstveröffentlichung: 7. Juli 2023                                                                 |
| 2023 | Buenas –                               | ES1 ×3Dreifachplatin · (25 Wo.)ES | — | — | — | Erstveröffentlichung: 22. September 2023 mit Saiko                                                 |
| 2023 | OA –                                   | ES5 ×3Dreifachplatin · (28 Wo.)ES | — | — | Latin— ×4VierfachplatinLatin | Erstveröffentlichung: 13. Oktober 2023 mit Anuel AA, Maluma, Mambo Kingz & DJ Luian                |
| 2023 | Gangster (Pqfnedg) –                   | ES21 Gold · (4 Wo.)ES | — | — | — | Erstveröffentlichung: 19. Oktober 2023 mit Ovy On The Drums & Yandel                               |
| 2024 | La última –                            | ES1 Platin · (10 Wo.)ES | — | — | — | Erstveröffentlichung: 1. Februar 2024                                                              |
| 2024 | Duro Buenas noches                     | ES2 Platin · (10 Wo.)ES | — | — | — | Erstveröffentlichung: 31. Oktober 2024                                                             |
| 2025 | Guaya –                                | ES5 Gold · (11 Wo.)ES | — | — | — | Erstveröffentlichung: 9. Mai 2025                                                                  |
| 2025 | Yo y Tú –                              | ES3 Platin · (… Wo.)ES | — | — | Latin42 (… Wo.)Latin | Erstveröffentlichung: 11. Juni 2025 mit Ovy on the Drums & Beéle                                   |
| 2025 | Tuchat –                               | ES1 Gold · (… Wo.)ES | — | — | — | Erstveröffentlichung: 7. Juli 2025                                                                 |
| Folgende Lieder erschienen nicht als Single, wurden aber durch das Album zum Download und Streaming bereitgestellt und konnten somit eine Platzierung erlangen: |                                        | | | | | |
| |                                        | | | | | |
| 2023 | Ahora Qué Donde quiero estar           | ES3 ×3Dreifachplatin · (14 Wo.)ES | — | — | — | |
| 2023 | Wanda Donde quiero estar               | ES6 ×5Fünffachplatin · (48 Wo.)ES | — | — | — | |
| 2023 | Yankee Donde quiero estar              | ES7 ×3Dreifachplatin · (22 Wo.)ES | — | — | — | |
| 2023 | Dame Donde quiero estar                | ES9 ×2Doppelplatin · (15 Wo.)ES | — | — | — | mit Omar Montes                                                                                    |
| 2023 | Cuéntale Donde quiero estar            | ES15 Platin · (4 Wo.)ES | — | — | — | |
| 2023 | Lisboa Donde quiero estar              | ES17 Platin · (8 Wo.)ES | — | — | — | |
| 2023 | Muñeca Donde quiero estar              | ES18 Platin · (4 Wo.)ES | — | — | — | mit JC Reyes                                                                                       |
| 2023 | Luces Azules Donde quiero estar        | ES19 Gold · (4 Wo.)ES | — | — | — | |
| 2023 | Me Falta Algo Donde quiero estar       | ES20 Platin · (4 Wo.)ES | — | — | — | |
| 2023 | Donde quiero estar                     | ES21 Gold · (4 Wo.)ES | — | — | — | |
| 2023 | Éramos Dos Donde quiero estar          | ES24 Gold · (3 Wo.)ES | — | — | — | |
| 2023 | Intro Donde quiero estar               | ES36 (1 Wo.)ES | — | — | — | mit Cruz Cafuné                                                                                    |
| 2023 | Pero tú Mañana será bonito             | ES12 ×2Doppelplatin · (11 Wo.)ES | — | US86 Gold · (1 Wo.)US | Latin14 ×9Neunfachplatin · (6 Wo.)Latin                                                                                                  | Charteinstieg: 2. März 2023 mit Karol G                                                            |
| 2024 | Gran vía Buenas noches                 | ES1 ×3Dreifachplatin · (… Wo.)ES | — | — | — | feat. Aitana                                                                                       |
| 2024 | Kassandra Buenas noches                | ES2 Platin · (15 Wo.)ES | — | — | — | |
| 2024 | Shibatto Buenas noches                 | ES2 Platin · (13 Wo.)ES | — | — | — | |
| 2024 | Iguales Buenas noches                  | ES4 Gold · (8 Wo.)ES | — | — | — | |
| 2024 | Los días contados Buenas noches        | ES5 Gold · (8 Wo.)ES | — | — | — | feat. Rels B                                                                                       |
| 2024 | Mr. Moondial Buenas noches             | ES6 Platin · (31 Wo.)ES | — | — | — | feat. Pitbull                                                                                      |
| 2024 | Halo Buenas noches                     | ES7 Platin · (… Wo.)ES | — | — | — | feat. La Pantera                                                                                   |
| 2024 | Chapiadora.com Buenas noches           | ES10 Platin · (… Wo.)ES | — | — | — | |
| 2024 | 14 Febreros Buenas noches              | ES11 Gold · (4 Wo.)ES | — | — | — | feat. Sin Nombre                                                                                   |
| 2024 | Por atrás Buenas noches                | ES13 Gold · (4 Wo.)ES | — | — | — | |
| 2024 | Amaneció Buenas noches                 | ES15 Gold · (6 Wo.)ES | — | — | — | feat. De La Rose & De La Ghetto                                                                    |
| 2024 | La 125 Buenas noches                   | ES16 Gold · (4 Wo.)ES | — | — | — | feat. Yung Beef                                                                                    |
| 2024 | Noemú Buenas noches                    | ES20 (3 Wo.)ES | — | — | — | |
| 2024 | Buenas noches                          | ES21 Gold · (4 Wo.)ES | — | — | — | |
| 2024 | Te fallé Buenas noches                 | ES22 (3 Wo.)ES | — | — | — | feat. Sech                                                                                         |
| 2024 | El estribillo Buenas noches            | ES23 (2 Wo.)ES | — | — | — | |
| 2024 | Que asco de toco Buenas noches         | ES29 (1 Wo.)ES | — | — | — | |

Weitere Singles
- 2020: Gris (mit Roso, ES: Gold)
- 2020: Llegamos
- 2021: Némesis
- 2021: Cógelo Suave (mit La Pantera & o2 Tbb)
- 2021: No Me Olvido (mit Juseph, ES: Gold)
- 2021: Ya No Sé (mit Wos LasPalmas)
- 2021: Cayó La Noche
- 2021: Noria (mit La Pantera & Juseph)
- 2021: La Nena (mit Juseph)
- 2021: LB Music Session #5 (mit Linton & Los BrezosBars)
- 2021: Rimmel (ES: Gold)
- 2021: Nana (ES: Gold, mit Garzi)
- 2021: Estás con Él (mit Wos LasPalmas, ES: Gold)
- 2022: Jordan I (mit Saiko & La mano de oro, ES: Gold)
- 2022: Waoh (mit Kabasaki & Israel B, ES: Platin)

### Gastbeiträge
| Jahr | Titel Album                                    | Höchstplatzierung, Gesamtwochen, AuszeichnungChartplatzierungen (Jahr, Titel, Album, Platzierungen, Wochen, Auszeichnungen, Anmerkungen) | Höchstplatzierung, Gesamtwochen, AuszeichnungChartplatzierungen (Jahr, Titel, Album, Platzierungen, Wochen, Auszeichnungen, Anmerkungen) | Höchstplatzierung, Gesamtwochen, AuszeichnungChartplatzierungen (Jahr, Titel, Album, Platzierungen, Wochen, Auszeichnungen, Anmerkungen) | Höchstplatzierung, Gesamtwochen, AuszeichnungChartplatzierungen (Jahr, Titel, Album, Platzierungen, Wochen, Auszeichnungen, Anmerkungen) | Anmerkungen                                                                                       |
| Jahr | Titel Album                                    | ES | CH | US | Latin | Anmerkungen                                                                                       |
| --- | ---------------------------------------------- | --- | --- | --- | --- | ------------------------------------------------------------------------------------------------- |
| 2022 | Si Quieren Frontear Temporada de Reggaetón 2   | ES4 ×2Doppelplatin · (25 Wo.)ES | — | — | — | Erstveröffentlichung: 31. März 2022 Duki feat. De La Ghetto & Quevedo                             |
| 2022 | Real G La Joia                                 | ES12 Platin · (8 Wo.)ES | — | — | — | Erstveröffentlichung: 2. Dezember 2022 Bad Gyal feat. Quevedo                                     |
| 2023 | Mi nena (Remix) –                              | ES8 ×2Doppelplatin · (13 Wo.)ES | — | — | — | Erstveröffentlichung: 23. März 2023 Maikel Delacalle feat. Quevedo                                |
| 2023 | El Tonto El dragón                             | ES1 ×7Siebenfachplatin · (76 Wo.)ES | — | — | — | Erstveröffentlichung: 13. April 2023 Lola Índigo feat. Quevedo                                    |
| 2023 | Mami Chula Le Clique: Vida Rockstar (X)        | ES5 ×3Dreifachplatin · (21 Wo.)ES | — | — | Latin— ×3DreifachplatinLatin | Erstveröffentlichung: 28. April 2023 Jhayco feat. Quevedo                                         |
| 2023 | Sangre y Fe Me muevo con dios                  | ES13 Platin · (4 Wo.)ES | — | — | — | Erstveröffentlichung: 24. Mai 2023 Cruz Cafuné feat. Quevedo                                      |
| 2023 | My Love GZ                                     | ES37 Gold · (4 Wo.)ES | — | — | — | Erstveröffentlichung: 1. Juni 2023 De La Ghetto feat. Quevedo                                     |
| 2023 | Don’t Lie Antes de Ameri                       | ES48 Gold · (3 Wo.)ES | — | — | — | Erstveröffentlichung: 21. Juni 2023 Duki feat. Quevedo                                            |
| 2023 | En Alta Rayo                                   | ES63 (2 Wo.)ES | — | — | — | Erstveröffentlichung: 23. Juni 2023 J Balvin feat. Quevedo, Omar Courtz & Yovngchimi              |
| 2023 | No pienso llamar Storm                         | ES8 Platin · (24 Wo.)ES | — | — | — | Erstveröffentlichung: 6. Oktober 2023 Soge Culebra feat. Quevedo & Garabatto                      |
| 2023 | Ca’ manolo Brown Boy                           | ES69 (1 Wo.)ES | — | — | — | Erstveröffentlichung: 25. Oktober 2023 Abhir Hathi feat. Quevedo                                  |
| 2023 | Quizás sí quizás no Sayonara                   | ES14 Platin · (8 Wo.)ES | — | — | Latin— GoldLatin | Erstveröffentlichung: 24. November 2023 Álvaro Díaz feat. Quevedo                                 |
| 2024 | ABC Tres creus                                 | ES65 (1 Wo.)ES | — | — | — | Erstveröffentlichung: 30. Oktober 2024 Hoke feat. Quevedo                                         |
| 2025 | Still Luvin La madrugá                         | ES1 ×2Doppelplatin · (… Wo.)ES | — | — | — | Erstveröffentlichung: 14. März 2025 Delaossa feat. Quevedo & Bigla the Kid                        |
| 2025 | Nena sad (Remix) –                             | ES20 (… Wo.)ES | — | — | — | Erstveröffentlichung: 23. April 2025 Oro600 feat. Pablo Chill-E, Duki, Quevedo, Orodembow & 0-600 |
| 2025 | Soleao Island Boyz                             | ES3 Platin · (… Wo.)ES | — | — | Latin30 (… Wo.)Latin | Erstveröffentlichung: 29. Mai 2025 Myke Towers feat. Quevedo                                      |
| Folgende Lieder erschienen nicht als Single, wurden aber durch das Album zum Download und Streaming bereitgestellt und konnten somit eine Platzierung erlangen: |                                                | | | | |                                                                                                   |
| |                                                | | | | |                                                                                                   |
| 2022 | Apa Paraiso                                    | ES1 ×4Vierfachplatin · (29 Wo.)ES | — | — | — | Mora feat. Quevedo                                                                                |
| 2023 | Los roques Sentimiento, elegancia y más maldad | ES87 (1 Wo.)ES | — | — | — | Arcángel feat. Quevedo                                                                            |
| 2025 | Romeo y Julieta Don Kbrn                       | ES5 Gold · (8 Wo.)ES | — | — | — | Eladio Carrión feat. Quevedo                                                                      |

## Auszeichnungen für Musikverkäufe
| Goldene Schallplatte - Italien - 2023: für die Single Punto G - 2023: für die Single Playa del Inglés - 2024: für das Album Donde quiero estar - Mexiko - 2024: für die Single Lacone - 2025: für die Single Si Quieren Frontear - Zentralamerika - 2025: für die Single Quizás Sí Quizás No Platin-Schallplatte - Chile - 2022: für die Single Vista al mar - 2023: für die Single Cayó La Noche (Remix) - Frankreich - 2024: für die Single Bzrp Music Sessions, Vol. 52 - Italien - 2024: für die Single Columbia - Mexiko - 2025: für die Single Bzrp Music Sessions, Vol. 52 - Portugal - 2024: für die Single Columbia | 5× Platin-Schallplatte - Portugal - 2023: für die Single Bzrp Music Sessions, Vol. 52 8× Platin-Schallplatte - Italien - 2024: für die Single Bzrp Music Sessions, Vol. 52 Diamantene Schallplatte - Chile - 2022: für die Single Bzrp Music Sessions, Vol. 52 2× Diamantene Schallplatte - Mexiko - 2025: für die Single Bzrp Music Sessions, Vol. 52 |

Anmerkung: Auszeichnungen in Ländern aus den Charttabellen bzw. Chartboxen sind in ebendiesen zu finden.
| Land/RegionAuszeichnungen für Musikverkäufe (Land/Region, Auszeichnungen, Verkäufe, Quellen) | Gold       | Platin         | Diamant     | Verkäufe  | Quellen             |
| -------------------------------------------------------------------------------------------- | ---------- | -------------- | ----------- | --------- | ------------------- |
| Chile (IFPI)                                                                                 | —          | 2× Platin2     | Diamant1    | 800.000   | profovi.cl CL2      |
| Frankreich (SNEP)                                                                            | —          | Platin1        | —           | 200.000   | snepmusique.com     |
| Italien (FIMI)                                                                               | 3× Gold3   | 9× Platin9     | —           | 1.025.000 | fimi.it             |
| Mexiko (AMPROFON)                                                                            | 2× Gold2   | Platin1        | 2× Diamant2 | 1.680.000 | amprofon.com.mx     |
| Portugal (AFP)                                                                               | —          | 6× Platin6     | —           | 60.000    | Einzelnachweise     |
| Spanien (Promusicae)                                                                         | 24× Gold24 | 155× Platin155 | —           | 9.990.000 | elportaldemusica.es |
| Vereinigte Staaten (RIAA)                                                                    | 2× Gold2   | 21× Platin21   | Diamant1    | 1.890.000 | riaa.com            |
| Zentralamerika (CFC)                                                                         | Gold1      | —              | —           | 35.000    | cfc-musica.com      |
| Insgesamt                                                                                    | 32× Gold32 | 195× Platin195 | 4× Diamant4 |           |                     |